# John Hoover Rothermel

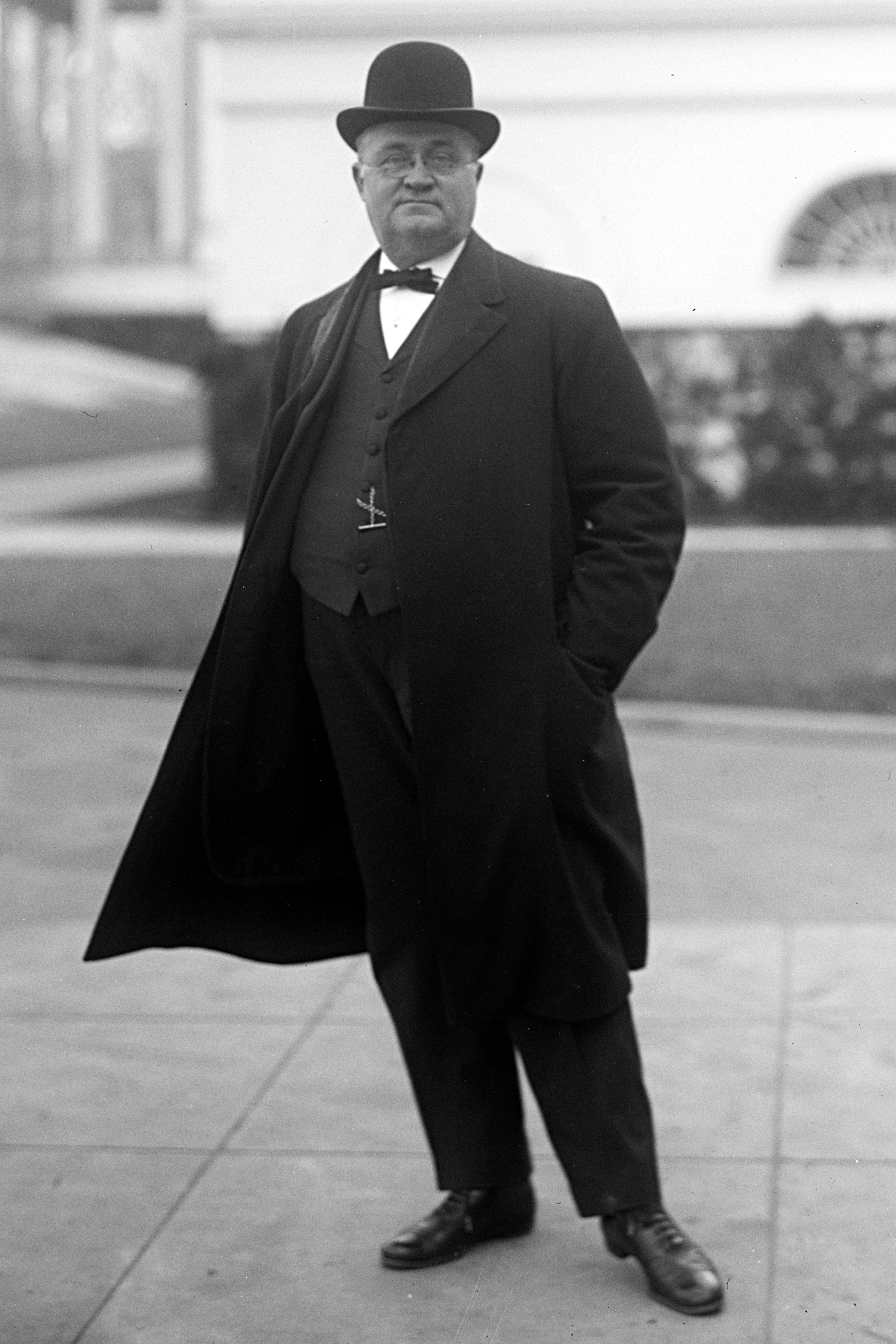
John Hoover Rothermel (1914)

John Hoover Rothermel (* 7. März 1856 in Richmond, Berks County, Pennsylvania; † August 1922 in Reading, Pennsylvania) war ein US-amerikanischer Politiker. Zwischen 1907 und 1915 vertrat er den Bundesstaat Pennsylvania im US-Repräsentantenhaus.

## Werdegang
John Rothermel besuchte die öffentlichen Schulen seiner Heimat und danach das Brunner’s Business College in Reading. Zwischen 1876 und 1881 unterrichtete er als Lehrer in der Gemeinde Blandon. Er war auch Fakultätsmitglied der Brunner’s Scientific Academy. Nach einem Jurastudium und seiner 1881 erfolgten Zulassung als Rechtsanwalt begann er in Reading in diesem Beruf zu arbeiten. Zwischen 1886 und 1889 war er dort stellvertretender Bezirksstaatsanwalt und von 1895 bis 1898 fungierte er als Solicitor im Berks County. Gleichzeitig schlug er als Mitglied der Demokratischen Partei eine politische Laufbahn ein.
Bei den Kongresswahlen des Jahres 1906 wurde Rothermel im 13. Wahlbezirk von Pennsylvania in das US-Repräsentantenhaus in Washington, D.C. gewählt, wo er am 4. März 1907 die Nachfolge von Marcus C. L. Kline antrat. Nach drei Wiederwahlen konnte er bis zum 3. März 1915 vier Legislaturperioden im Kongress absolvieren. Im Jahr 1913 wurden der 16. und der 17. Verfassungszusatz ratifiziert. Seit 1911 war Rothermel Vorsitzender des Ausschusses zur Kontrolle der Ausgaben des Handelsministeriums. Im Jahr 1914 wurde er nicht wiedergewählt.
Nach dem Ende seiner Zeit im US-Repräsentantenhaus praktizierte John Rothermel wieder als Anwalt. Er starb im August 1922 in Reading.